# Farid Azarkan
Farid Azarkan (Ighmiren (Tafersite), 16 oktober 1971) is een Nederlands voormalig politicus van Marokkaanse afkomst. Van 23 maart 2017 tot 6 december 2023 was hij lid van de Tweede Kamer der Staten-Generaal namens DENK. Van 21 maart 2020 tot 3 augustus 2023 was hij tevens fractievoorzitter van deze partij.

## Biografie
Azarkan werd geboren in Beni Bouayach in Marokko en kwam op achtjarige leeftijd in het kader van gezinshereniging naar Nederland. Na zijn middelbare school volgde Azarkan een opleiding aan de Hogere Hotelschool, die hij in 1994 voltooide. Later volgde hij in de avonduren een opleiding Beleid, Communicatie en Organisatie aan de Vrije Universiteit in Amsterdam. Hij behaalde zijn doctoraal in 2000 op het onderwerp strategieontwikkeling. Hierop volgde hij later in de avonduren een opleiding. Dit keer aan de Saxion/Greenwich University. In 2004 behaalde hij zijn Master of Science Real Estate.

### Carrière
Azarkan begon zijn carrière in Maastricht als intercedent bij Randstad. Daarna verruilde hij Maastricht voor Gouda en trad hij in dienst bij Start Holding als manager. In 2000 trad hij toe tot de directie van ABC Managementgroep, een facility- en bouwmanagementbedrijf in Veenendaal.
Hierna begon zijn carrière in de ambtenarij als manager bij de gemeente Amersfoort. Azarkan verliet de gemeentelijke ambtenarij echter na drie jaar om aan de slag te gaan bij het ministerie van Onderwijs, Cultuur en Wetenschap voor een functie als interim Sectorhoofd Bedrijfsvoering. Azarkan was daar verantwoordelijk voor de rijksmonumenten. In de tussentijd trad hij ook toe tot de landelijke organisatie Samenwerkingsverband van Marokkaanse Nederlanders en was daar uiteindelijk ook de voorzitter van. Vanaf mei 2010 bekleedde hij verschillende directieposten bij de Rijksgebouwendienst waaronder voor directe vastgoed en transactie, en vergoeding.
Naast deze activiteiten heeft Azarkan ook bestuursfuncties bij verschillende organisaties en stichtingen bekleed. Zo was hij bestuurslid bij BOOR Rotterdam dat onderwijs verzorgt voor 130 scholen in de regio Rotterdam en lid van het curatorium De Baak, een opleidingsinstituut voor ondernemers en professionals.
Eind 2015 beëindigde Azarkan zijn carrière bij de overheid om zijn eigen vastgoedadviesbureau Clever Stone op te richten.

### Maatschappelijke activiteiten
Sinds 2005 is Azarkan ook maatschappelijk actief. Hij was acht jaar lang actief als voorzitter van het Samenwerkingsverband Marokkaanse Nederlanders (SMN). In zijn rol als voorzitter van SMN verwierf hij landelijke bekendheid door optredens bij talkshows en actualiteitsprogramma’s. Tevens was hij betrokken bij het oplossen van maatschappelijke vraagstukken in onder meer Nijmegen, Gorinchem, Culemborg en Gouda. De laatste jaren was hij ook actief in het helpen voorkomen van radicalisering via de hulplijn radicalisering. Verder heeft hij verschillende toezichthoudende functies in de afgelopen vijftien jaar vervuld.

### Politieke loopbaan
In 2016 sloot Azarkan zich aan bij de politieke partij DENK. Als de nummer twee op de kandidatenlijst en campagneleider deed hij mee met de Tweede Kamerverkiezingen in maart 2017. DENK kwam bij de verkiezingen met drie zetels in de Kamer. Azarkan kreeg 61.876 voorkeursstemmen. Als Kamerlid houdt hij zich bezig met wonen en rijksdienst, veiligheid en justitie, infrastructuur en milieu en financiën.
Azarkan verving Tunahan Kuzu van 24 april 2018 tot 2 september 2018 als voorzitter van de Tweede Kamerfractie van DENK. In maart 2020 volgde hij hem op als fractievoorzitter van DENK in de Tweede Kamer. Op 6 mei 2020 maakte het bestuur van DENK in een persbericht bekend dat Azarkan met onmiddellijke ingang was geroyeerd als lid. In reactie op het besluit gaven Kuzu en alle lokale fractievoorzitters aan volledig achter Azarkan te staan. Met een videoboodschap gericht aan partijvoorzitter Selçuk Öztürk liet Azarkan weten niet te zullen opstappen. Hij riep Öztürk op tot aftreden.
Op voordracht van het partijbestuur werd hij in september 2020 gekozen door de algemene ledenvergadering tot lijsttrekker. De partij wist bij de Tweede Kamerverkiezingen van maart 2021 de drie zetels te behouden. Op 24 juli 2023 maakte Azarkan bekend de landelijke politiek te gaan verlaten na de Tweede Kamerverkiezingen 2023 en zich niet te kandideren voor het lijsttrekkerschap. Op 5 december 2023 nam hij afscheid van de Tweede Kamer.

### Weigering opvolgen coronamaatregelen
Op 13 december 2021 werd bekend dat Azarkan niet in quarantaine was gegaan na een positieve coronatest in maart 2021. Zo bezocht hij onder meer de installatie van de nieuwe Tweede Kamer en een debat over kabinetsformatie, terwijl hij volgens de geldende maatregelen toen in quarantaine had gemoeten. Hij had zijn partijgenoten op de hoogte gesteld van de testuitslag, maar wilde niet dat dit doorgegeven werd aan de griffie van de Tweede Kamer. Dit terwijl Azarkan eerder in een appgesprek met fractiegenoot Stephan van Baarle het kabinet ervan beschuldigde onverantwoord met de coronamaatregelen om te gaan.
- Parlement.com: vka6bwkjuyco